# Kupjansk
Kupjansk (ukrajinsky Куп'янськ; rusky Купянск) je město v Charkovské oblasti na Ukrajině. Leží na řece Oskol, levém přítoku Doňce, ve vzdálenosti 124 kilometrů na jihovýchod od Charkova a 40 kilometrů od hranice s Ruskou federací. Po administrativně-teritoriální reformě v červenci 2020 patří do Kupjanského rajónu, do té doby byl jako město oblastního významu spravován samostatně. Žije zde přibližně 27 tisíc obyvatel.

## Dějiny
Na území dnešního města existovaly osady již od pravěku: jedno sídliště pocházelo z doby neolitu, čtyři mohyly s pohřby z doby bronzové, nálezy mincí římských, arabských a byzantských svědčí o obchodních cestách od 2. do 11. století.

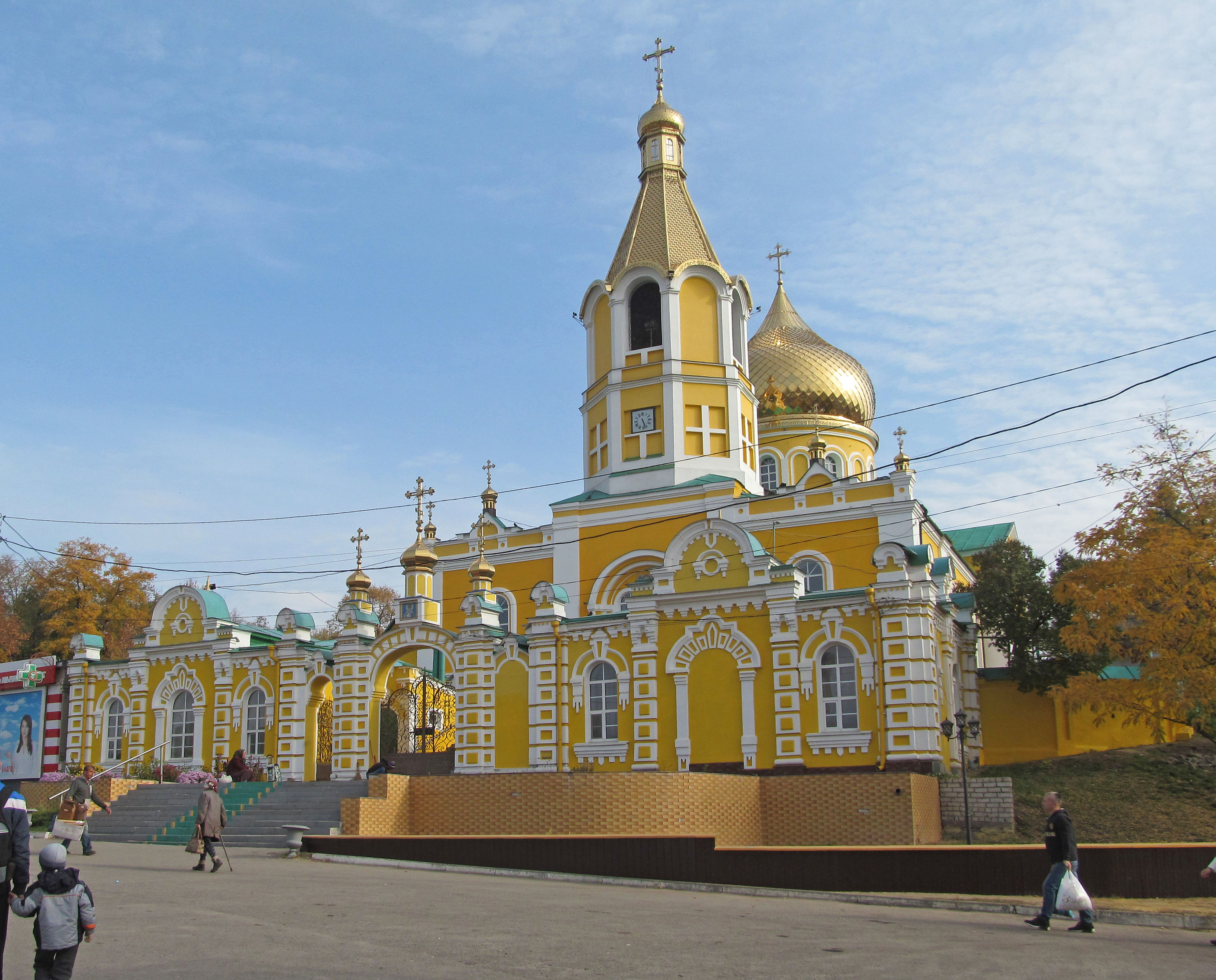
Mikolajevský chrám z roku 1852, stav v roce 2018

Kupjansk byl založen v roce 1655 a o rok později se stal jedním z ostrohů na bělgorodské obranné linii, která měla chránit jižní ruskou hranici proti nájezdům Krymských Tatarů. Osídlili jej lidé z pravobřežní Ukrajiny, kteří utekli před polským útlakem. Stavba kostela z roku 1662 dosvědčuje, že v té době žilo v Kupjansku množství usedlíků. Na hliněném valu byly v závěru 17. století vybudovány zdi pevnosti se sedmi baštami obehnanými příkopem. Poblíž pevnosti vyrostla osada, v roce 1683 nazvaná Kupeckyj (Купецкій) podle plukovníka Dynce-Kupeckého (Дінец Купецкій). Obyvatelé se při útoku Tatarů uchylovali do pevnosti. Kromě vojenské služby se zabývali zemědělstvím, řemesly a obchodem.

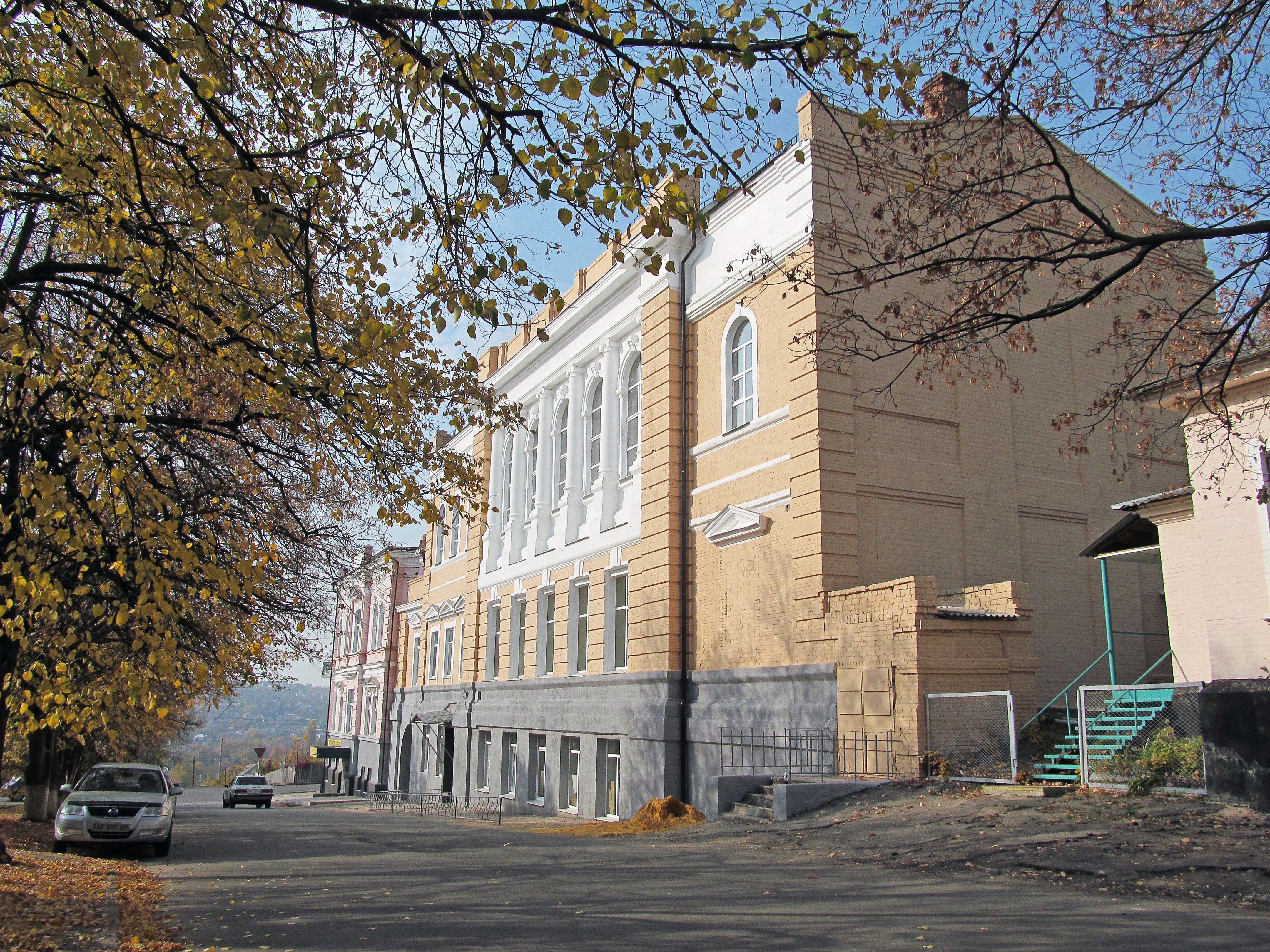
Dům kultury (do roku 1922 Teologický seminář)

Počátkem 30. let 18. století se v důsledku zastavení tatarských nájezdů hospodářský rozvoj zvýšil. K dosavadním řemeslům se přidala destilace vodky, která se prodávala jak v místních hostincích, tak se vyvážela do jiných měst a osad. V Oskolu fungovalo několik mlýnů. Vyráběl se zde dehet, mýdlo, svíčky, kamenina, tkaniny a oděvy. Rozvoj obchodu, řemesel a zemědělství přispěl k růstu počtu obyvatel. Podle sčítání lidu z roku 1732 zde žilo téměř jeden a půl tisíce obyvatel.
V roce 1779 se Kupjansk stal městem. Roku 1852 byl kromě dřevěného chrámu postavena zděná Mikolajevská bazilika. Následně bylo otevřeno lyceum, gymnázium a teologický seminář (nyní dům kultury).
V roce 1895 byla do města zavedena železnice Balašov-Kupjansk-Charkov a Kupjansk se stal důležitým železničním uzlem.
Od 24. června 1942 do 3. ledna 1943 byl Kupjansk obsazen německou armádou. Po rozpadu SSSR se město pomalu vylidňovalo, zkrachovaly místní cukrovary i obilná sila.

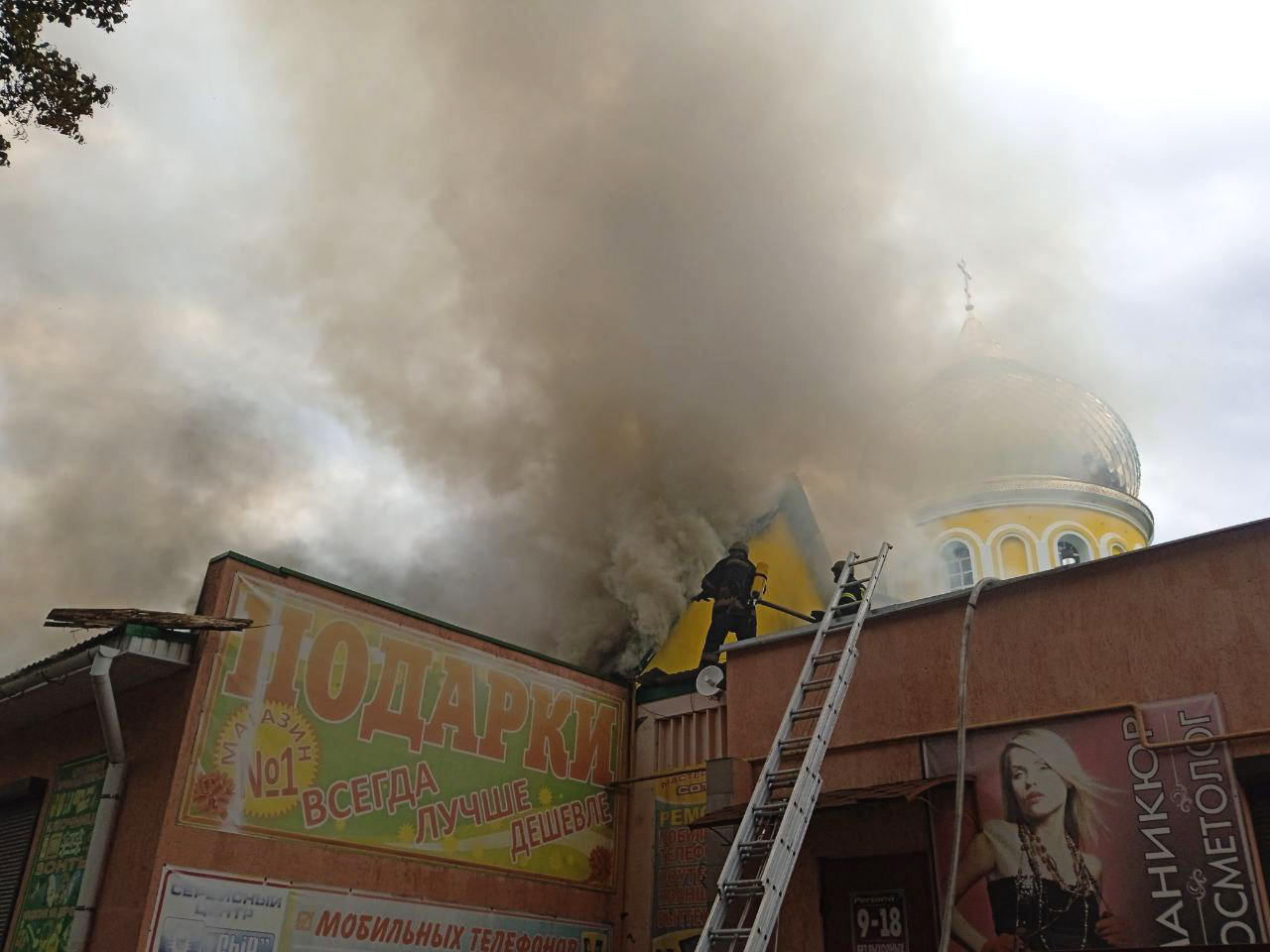
Hašení požáru Mikolajevského chrámu, školy a obchodu 26. září 2022

## Ruská invaze na Ukrajinu
Od 27. února do 10. září 2022 byl Kupjansk okupován ruskou armádou, než byl osvobozen ukrajinskou protiofenzívou. Raketové útoky pokračovaly: 22.-25. září 2022 byly poškozen Mikolajevský chrám, škola a obchod, 3. října 2022 zdemolována nemocnice.
Frontová linie se opět přiblížila ke Kupjansku 28. ledna 2024, kdy ruské jednotky dobyly obec Tabajivka.
Dne 15. října 2024 ukrajinské úřady nařídily povinnou evakuaci všech civilistů města.